# NGC 1188
NGC 1188 是波江座南部的一個哈伯類型的透鏡狀星系。它跨度约为35,000光年，距離银河系1.14亿光年。 NGC 1188于1885年12月2日由美国天文学家法蘭斯·萊文沃思发现。